# Andrews (Texas)
Andrews és una població dels Estats Units a l'estat de Texas. Segons el cens del 2000 tenia 9.652 habitants.

## Demografia
Segons el cens del 2000, Andrews tenia 9.652 habitants, 3.478 habitatges, i 2.598 famílies. La densitat de població era de 779,6 habitants/km².
Dels 3.478 habitatges en un 40,3% hi vivien nens de menys de 18 anys, en un 61,3% hi vivien parelles casades, en un 10,2% dones solteres, i en un 25,3% no eren unitats familiars. En el 23,7% dels habitatges hi vivien persones soles l'11,1% de les quals corresponia a persones de 65 anys o més que vivien soles. El nombre mitjà de persones vivint en cada habitatge era de 2,75 i el nombre mitjà de persones que vivien en cada família era de 3,26.
Per edats la població es repartia de la següent manera: un 31,5% tenia menys de 18 anys, un 8,1% entre 18 i 24, un 27,3% entre 25 i 44, un 20% de 45 a 60 i un 13,1% 65 anys o més.
L'edat mediana era de 34 anys. Per cada 100 dones de 18 o més anys hi havia 88,6 homes.
La renda mediana per habitatge era de 32.774 $ i la renda mediana per família de 36.172 $. Els homes tenien una renda mediana de 31.527 $ mentre que les dones 22.266 $. La renda per capita de la població era de 16.101 $. Aproximadament el 15,3% de les famílies i el 17,7% de la població estaven per davall del llindar de pobresa.

## Poblacions més properes
El següent diagrama mostra les poblacions més properes.